# Estepas y bosques nord-saharianos
Las estepas y bosques nord-saharianos son una ecorregión de la ecozona paleártica, definida por WWF (PA1321), que constituye la frontera septentrional y occidental del Sahara.

## Descripción
Es una ecorregión de desierto que ocupa 1.675.300 kilómetros cuadrados a lo largo del norte y el oeste del Sahara. Comprende la práctica totalidad del Sáhara Occidental, el norte y oeste de Mauritania, el sureste de Marruecos, el centro de Argelia, el sur de Túnez, el centro-norte de Libia y el norte de Egipto.
En general en el interior, pero se puede dar en zonas costeras si la precipitación es escasa. En Marruecos, Argelia y Túnez constituye la transición entre el área mediterránea y el verdadero desierto.
El clima es caluroso y las precipitaciones escasas, normalmente entre 50 y 100 mm de media anual, normalmente entre octubre y abril, aunque es frecuente que algunos años las precipitaciones sean inexistentes, particularmente en el sur. Las temperaturas que alcanzan los 40 y 45 °C causan una evaporación muy superior a la precipitación.

## Geología
Existen varios sistemas geológicos diferentes 
- Ergs: Sistemas dunares.
- Regs: Desierto pedregoso
- Wadis: Cauces secos
- Fesh fesh : Mesetas con suelo sin consolidarar
- Dayas : depresiones relativamente húmedas, no saladas.
- Montañas

## Flora
En las depresiones y áreas interdunares crecen matorrales (Retama raetam, Ziziphus lotus, Genista saharae, Calligonum comosum) y algunos árboles (Acacia raddiana, Acacia seyal, Pistacia atlantica, Tamarix aphylla, Calligonum azel, Calligonum arich).
En las depresiones de las dayas y wadis, existen endemismos como Panicum turgidum, Pituranthos sp., Neurada procumbens, Anastatica hyrochuntina, o Astragalus gombo. Las hammadas también tienen sus especies endémicas, como Pituranthos chloranthus, Helianthemum lippii, Gymnocarpos decander, Helianthemum kahiricum, Anabasis aretioides y Arthrophytum schmittianum.

## Fauna
La mayor parte de las especies de mamíferos que sobreviven son endemismos como Allactaga tetradactyla (EN), Gerbillus campestris, G. jamesi, G. perpallidus, G. simoni y G. syrticus (CR), Pachyuromys duprasi y Meriones shawi. Otros mamíferos incluyen el Ctenodactylus gundi y Ctenodactylus vali. Los ungulados han desaparecido en gran medida pero quedan Gazella dorcas (EN), Gazella cuvieri (EN) y Gazella leptoceros (EN).
Entre los reptiles, dos endemismos Agama mutabilis y Tropiocolotes nattereri junto a otros más corrientes como Cerastes cerastes y Varanus griseus.

## Estado de conservación
Vulnerable. El hábitat permanece intacto en muchas áreas más secas mientras que las que tienen mayor vegetación leñosa sufren más de la corta y además la gran fauna se encuentra más amenazada o ha desaparecido.
Tanto el jabalí (Sus scrofa) como el guepardo (Acinonyx jubatus) hecki (EN) probablemente han desaparecido de la región. Otros carnívoros que han reducido mucho sus poblaciones son el feneco (Fennecus zerda) y la hiena rallada (Hyaena hyaena) barbara. (Struthio camelus camelus) ha desaparecido del área y Chlamydotis undulata y Neotis nuba han sufrido reducciones drásticas.
Las gacelas, antaño abundantes, han desaparecido o se han enrarecido enormemente.